# Aequorea
Aequorea es un género perteneciente a la familia Aequoreidae. 

## Especies
- Aequorea aequorea
- Aequorea africana
- Aequorea albida
- Aequorea australis
- Aequorea cyanea
- Aequorea ciliata
- Aequorea coerulescens
- Aequorea conica
- Aequorea eurhodina
- Aequorea floridana
- Aequorea forskalea
- Aequorea globosa
- Aequorea krampi
- Aequorea macrodactyla
- Aequorea minima
- Aequorea papillata
- Aequorea paracuminata
- Aequorea parva
- Aequorea pensilis
- Aequorea phillipensis
- Aequorea tenuis
- Aequorea victoria
- Aequorea vitrina